# Иезуитство
Иезуи́тство — подход к моральным вопросам и проблемам, основанный на гибких моральных принципах и казуистике. Получил название по обществу иезуитов, которые широко употребляли подобные диалектические приёмы в богословских спорах. Иезуитство не является объектом изучения моральной теологии и не классифицируется ею отдельно (этот термин не был найден ни в одном теологическом словаре), но некоторые богословы иезуитов, ввиду поощрения личной ответственности и уважения свободы совести, подчеркнули важность «индивидуального» подхода к личным моральным решениям — и в конечном итоге разработали и приняли казуистику. Отличительной чертой нового подхода стало то, что во время принятия решений индивидуальные стремления были более важными, чем сам нравственный закон. Этот прием был описан как «попытка достичь святых целей не святыми средствами».
Блез Паскаль, французский математик, религиозный философ и приверженец янсенизма, уверенно критиковал моральный лаксизм таких иезуитов в своих знаменитых «Письмах к провинциалу». Также иезуитство находится в противоречии с официальной доктриной католической церкви.